# Couloutre
Couloutre é uma comuna francesa na região administrativa de Borgonha-Franco-Condado, no departamento Nièvre. Estende-se por uma área de 20,64 km². Em 2010 a comuna tinha 197 habitantes (densidade: 9,5 hab./km²).